# Ratusz w Drawsku Pomorskim
Ratusz w Drawsku Pomorskim – wybudowany na przełomie XIX i XX wieku w stylu eklektycznym efektowny gmach mieści się przy placu Elizy Orzeszkowej. Jest to dwukondygnacyjna z zagospodarowanym poddaszem, podpiwniczona budowla, wybudowana na planie prostokąta, nakryta mansardowym dachem z facjatkami i oknami w stylu "przymknięte powieki". Fasada główna ozdobiona jest ryzalitem trzyosiowym z trójkątnym neobarokowym naczółkiem z wizerunkiem gryfa podpartego dwoma fryzami. Na środku kalenicy znajduje się półkolisty świetlik otoczony ażurowa balustradą. Okna posiadają neorenesansowe obramienia. Obecnie siedziba Starostwa Powiatowego.